# Sfingolipidă
Sfingolipidele sunt o familie de lipide având la bază o structură de sfingozină, un compus alifatic de tip amino-diol. Această clasă de lipide a fost identificată în anii 1870 în extractele de creier, primind numele după creatura mitologică Sfinx.

## Clasificare

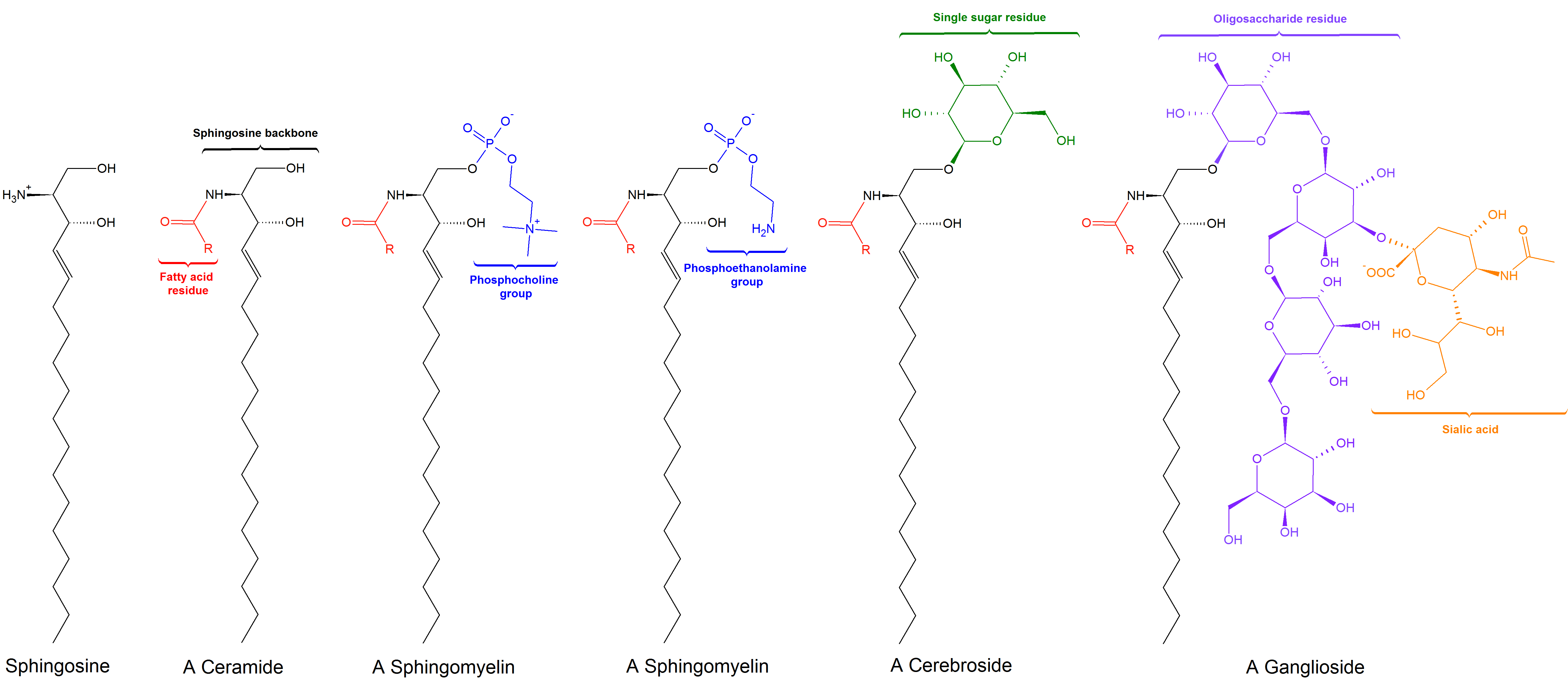
Structurile generale ale câtorva clase de sfingolipide

Sfingolipidele simple alcătuiesc produșii timpurii ai căilor de sinteză a sfingolipidelor:
- Baze sfingoide, sfingozină, dihidrosfingozină, fitosfingozină și derivații lor fosforilați
- Ceramide și  fitoceramide, sunt baze sfingoide N-acilate

Sfingolipidele complexe pot fi formate prin adăugarea de grupe cap la ceramidă sau la fitoceramidă:
- Sfingomieline, sunt derivați 1-fosforilați ai ceramidelor
- Glicosfingolipide:[2]
  - Cerebrozide, sunt derivați β-glicozidici în poziția 1 a ceramidei; sulfatidele sunt cerebrozide sulfatate
  - Gangliozide, sunt derivați glucidici ai ceramidei cu minimum trei unități de oză, din care una este acid sialic
  - Globozide,sunt derivați glucidici ai ceramidei
- Ceramide cu inozitol